# I sogni de Purcinella
I sogni de Purcinella è il terzo album del duo musicale italiano I Vianella, pubblicato dall'etichetta discografica Apollo e distribuito dalla RCA nel giugno del 1973.

## Descrizione
L'album, prodotto da Edoardo Vianello e Roberto Conrado, contiene 14 brani, compresi 4 interludi dalla durata inferiore ai 40 secondi, posti rispettivamente come introduzione e conclusione di ciascuna facciata. Fra gli autori compaiono Amedeo Minghi e Franco Califano, mentre gli arrangiamenti sono curati da Guido e Maurizio De Angelis.
Dal disco vengono tratti i singoli Roma mia/Roma parlaje tu e Fijo mio/Io te vojo bene.
Roma parlaje tu è il tema del film Storia de fratelli e de cortelli. 
Fijo mio partecipò a Un disco per l'estate del 1973.
Il disco non è mai stato reso disponibile su cd, streaming e download digitale ufficiale.

## Tracce

### Lato A
1. La grana
2. Fijo mio
3. L'urtimo amico va via
4. Io te vojo bene
5. Paese fai tenerezza
6. Roma mia
7. 'a salute

### Lato B
1. Er successo
2. L'amore è un cucciolo di razza
3. San Francesco
4. Li pajacci
5. Roma parlaje tu
6. I sogni de Purcinella
7. L'amore